# Gariès
Gariès ist eine französische Gemeinde mit 128 Einwohnern (Stand: 1. Januar 2022) im Département Tarn-et-Garonne in der Region Okzitanien. Sie gehört zum Arrondissement Castelsarrasin und zum Kanton Beaumont-de-Lomagne.

## Lage
Sie grenzt im Nordwesten an Faudoas, im Norden an Escazeaux, im Nordosten an Bouillac, im Südosten an Lagraulet-Saint-Nicolas, im Süden an Cabanac-Séguenville und im Südwesten an Le Causé. An der südöstlichen Gemeindegrenze verläuft der Fluss Nadesse der hier zum Retenue de Bouillac-Lagraulet aufgestaut ist.

## Bevölkerungsentwicklung

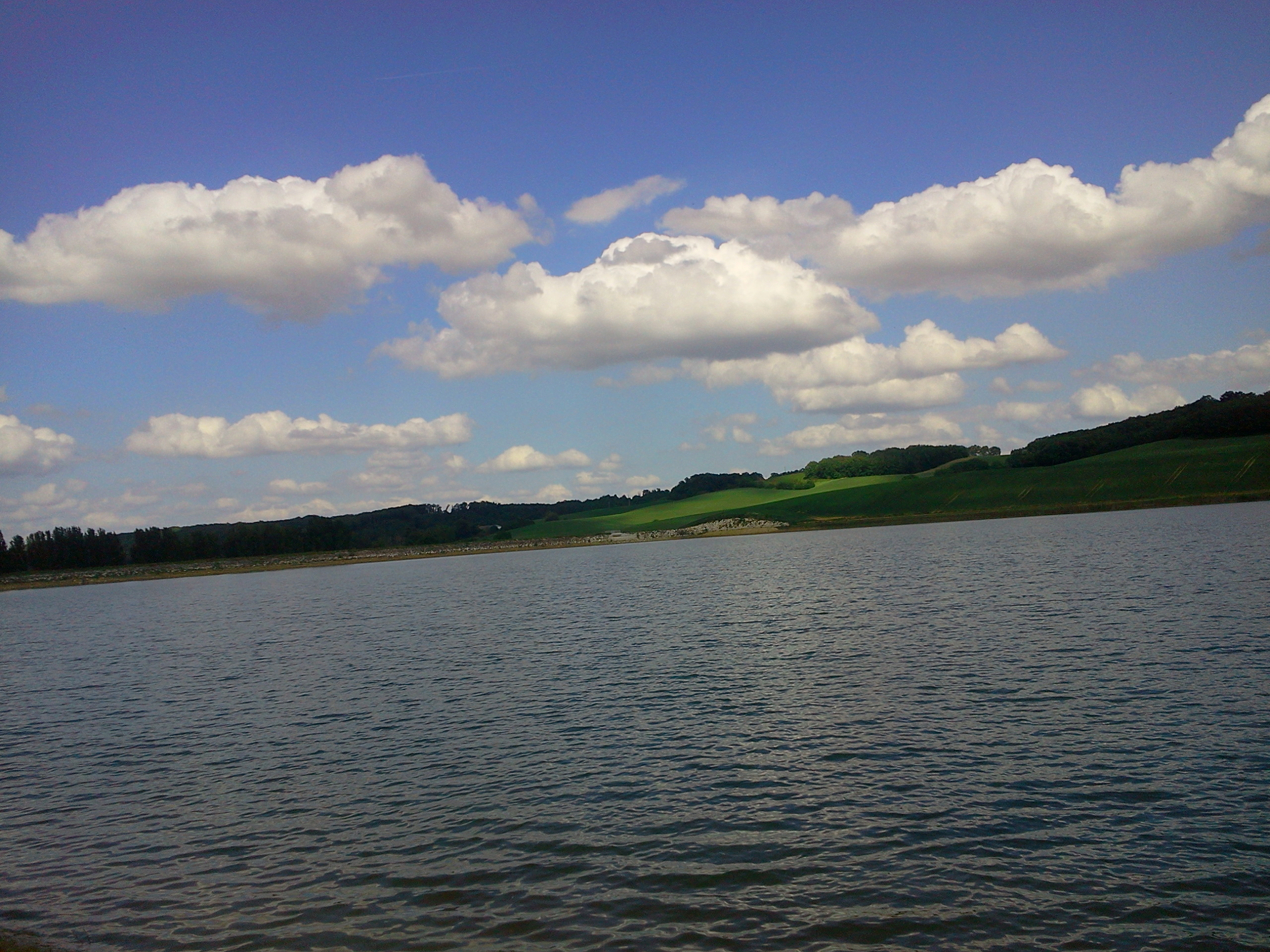
Stausee Retenue de Bouillac-Lagraulet an der Grenze zu Lagraulet-Saint-Nicolas.

| Jahr      | 1962 | 1968 | 1975 | 1982 | 1990 | 1999 | 2008 | 2015 |
| --------- | ---- | ---- | ---- | ---- | ---- | ---- | ---- | ---- |
| Einwohner | 182  | 151  | 125  | 115  | 112  | 106  | 101  | 116  |